# مانیان
مانیان روستایی در دهستان جلگاه بخش مرکزی شهرستان جهرم در استان فارس است. این روستا با ۶۹۵ نفر جمعیت (۲۰۳ خانوار) در ۴۵ کیلومتری جنوب غربی جهرم واقع شده‌است.
.